# Tesoura Metzenbaum
Tesoura Metzenbaum é uma tesoura cirúrgica utilizada para cortar tecidos delicados. Existem de diversos tamanhos, podendo suas lâminas ser retas ou curvas. A principal característica é a proximidade da articulação com a ponta, fazendo com que a haste ocupe mais de 50% do total do comprimento.
Seu criador foi Myron Metzenbaum, cirurgião americano que foi referência para cirurgia reconstrutiva.